# Pheidole cordiceps
Pheidole cordiceps är en myrart som beskrevs av Mayr 1868. Pheidole cordiceps ingår i släktet Pheidole och familjen myror.

## Underarter
Arten delas in i följande underarter:
- P. c. cordiceps
- P. c. lilianae